# 비포스투코투코
비포스투코투코(Ctenomys viperinus)는 투코투코과에 속하는 설치류의 일종이다. 아르헨티나 북부 투쿠만주 북부 지역의 토착종이다. 일반명은 서식 지역의 비포스 시의 이름에서 유래했다.